# Kołaczyce
Kołaczyce est une ville de Pologne, située dans le sud-est du pays, dans la voïvodie des Basses-Carpates. Elle est le chef-lieu de la gmina de Kołaczyce, dans le powiat de Jasło. Elle a obtenu le statut de ville le 1er janvier 2010. Elle avait ce statut de 1354 à 1919.